# Takopī no Genzai
Takopi no Genzai (タコピーの原罪 Takopī no Genzai?, lit. El pecado original de Takopi) es una serie web manga japonesa escrita e ilustrada por Taizan 5. También conocida como Takopi's Original Sin en inglés, El Pecado Original de Takopi  en su edición española y como El Pecado de Takopi en su edición argentina. Una adaptación al anime producida por Enishiya se emitió en junio a agosto de 2025.
Se publicó en la plataforma web Shōnen Jump+ de Shueisha entre diciembre de 2021 y marzo de 2022, y sus capítulos se recopilaron en dos volúmenes tankōbon.

## Argumento
Nnu-Anu-Kf es un happiano, un extraterrestre parecido a un pulpo que viajó desde el Planeta Happy para repartir felicidad entre los demás. Tras aterrizar en la Tierra y escapar de las autoridades federales, se encuentra con Shizuka, una niña de 9 años que sufre el acoso implacable de su compañera de clase Marina y que sólo encuentra consuelo en su perro Chappy. Shizuka, observando que se parece a un pulpo, bautiza al alienígena con el nombre de Takopi. Takopi decide utilizar los Artilugios Felices de su planeta para ayudar a Shizuka, con la esperanza de poder mejorar su vida, pero tras verla con la cara llena de arañazos y moretones mientras sujeta la correa de Chappy, Shizuka le pide uno de los dispositivos de Takopi y lo usa para suicidarse. Al darse cuenta de la gravedad de la situación, Takopi usa otro dispositivo para viajar en el tiempo, con la esperanza de que pueda mejorar la vida de Shizuka.

## Personajes
Takopi (タコピー Takopī?)
 Seiyū: Kurumi Mamiya (PV, Voz cómica y anime)
Un extraterrestre Happiano del Planeta Happy con forma de pulpo. El objetivo de Takopi es difundir la felicidad a través de sus diversos dispositivos, aunque su inocente y simplista visión del mundo se ve desafiada al enfrentarse a la compleja moralidad y naturaleza de los seres humanos. Más adelante se revela que, antes del comienzo de la serie, Takopi conoció a Marina, quien por aquel entonces cursaba la secundaria. Marina reveló que creía que Shizuka era la responsable de todas sus desgracias y la quería muerta, lo que llevó a Takopi a retroceder en el tiempo para matarla. Como resultado, Takopi perdió la memoria y olvidó a Shizuka, terminando por hacerse su amigo. Pero, al ver que sus acciones estaban haciendo más mal que bien, Takopi se sacrificó para restablecer la línea temporal y darles a Shizuka y Marina un futuro mejor.
Shizuka Kuze (久世 しずか Kuze Shizuka?)
 Seiyū: Reina Ueda (PV, Voz cómica y anime)
Una joven de la que Takopi se hace amiga a su llegada a la Tierra. Sufre acoso escolar debido al trabajo de su madre como prostituta y solo encuentra consuelo en casa con su perro Chappy. Pero termina suicidándose después de que Control de Animales le quitara el perro gracias a Marina. Por suerte, Shizuka es salvada por Takopi retrocediendo en el tiempo. Con el paso del tiempo, Shizuka comienza a desmoronarse, sintiéndose sola. Finalmente, viaja a donde está su padre biológico, pero descubre que tiene una nueva familia y decide destruir su felicidad. Pero Takopi, al ver que sus acciones hicieron más daño que bien, se sacrificó para restablecer la línea temporal. En la nueva línea temporal, Shizuka y Marina se convierten en mejores amigas tras darse cuenta de que están unidas a través de Takopi.
Marina Kirarazaka (雲母坂 まりな Kirarazaka Marina?)
 Seiyū: Honoka Kuroki (voz comic)
 Seiyū: Konomi Kohara (anime)
Compañero de clase de Shizuka, quien la acosa y a menudo se burla de su situación familiar. Más tarde se revela que Marina es víctima de abuso por parte de su madre, debido a que su padre la engañaba con la madre de Shizuka. Más tarde, Takopi recuerda que conocieron a Marina antes del comienzo de la serie y que habían decidido matar a Shizuka enviándose al pasado, ya que eso era lo que Marina quería. Desafortunadamente, perdieron sus recuerdos y olvidaron su objetivo. Takopi termina matando accidentalmente a Marina y termina tomando su lugar, pero pronto se da cuenta de que hicieron más daño que bien. Takopi termina sacrificándose para reiniciar la línea de tiempo y darles a Shizuka y Marina un futuro mejor. En la nueva línea de tiempo, Marina y Shizuka terminan convirtiéndose en mejores amigas al darse cuenta de que estaban unidas a través de Takopi.
Naoki Azuma (東 直樹 Azuma Naoki?)
 Seiyū: Anna Nagase (anime)
Compañero de clase de Shizuka que intenta apoyarla en todo lo posible, a pesar de que Shizuka rechaza repetidamente su ayuda. Más tarde se revela que Naoki estaba siendo presionado por su madre, quien lo comparaba con su hermano mayor, quien era mucho más talentoso. Naoki estaba deprimido porque su madre lo llamaba constantemente un fracaso y siempre esperaba que tuviera el mismo éxito que su hermano mayor. Naoki finalmente se entera de la muerte de Takopi y Marina y ayuda a Shizuka a encubrirla. Finalmente, Naoki y su hermano mayor se reconcilian, y Naoki confiesa haber matado a Marina por persuasión de Shizuka. En la nueva línea de tiempo, se muestra a Naoki interactuando más con sus otros amigos y, con pesar, evita a Shizuka.

## Contenido de la obra

### Manga
Escrito e ilustrado por Taizan 5, Takopi no Genzai se publicó en la plataforma web de Shueisha Shōnen Jump+ del 10 de diciembre de 2021, al 25 de marzo de 2022.  Shueisha recopiló sus dieciséis capítulos en dos volúmenes de tankōbon, publicados el 4 de marzo y el 4 de abril de 2022.
El servicio Manga Plus de Shueisha publicó capítulos de la serie en inglés simultáneamente con su lanzamiento en japonés. El 3 de febrero de 2023, Viz Media anunció que obtuvieron la licencia del manga para su publicación en inglés. En español la obra ha sido licenciada por Distrito Manga en España y por Editorial Ivrea en Argentina.

#### Lista de volúmenes
| Volumen 1 | ISBN              | Publicado          |
| Volumen 1 | 978-4-08-883049-0 | 4 de marzo de 2022 |
|           |                   |                    |

| Volumen 2 | ISBN              | Publicado          |
| Volumen 2 | 978-4-08-883104-6 | 4 de abril de 2022 |
|           |                   |                    |

### Anime
En diciembre de 2024, se anunció que la serie recibirá una adaptación al anime. La producción estará a cargo de Enishiya y la dirección y el guion correrán a cargo de Shinya Iino, mientras que los diseños de personajes estarán a cargo de Keita Nagahara. Su estreno está previsto para el 28 de junio de 2025 en varias plataformas de streaming, como Netflix, Amazon Prime Video y ABEMA. El tema de apertura es "Happy Lucky Chappy", interpretado por Ano, y el tema de cierre es "Glass no Sen", interpretado por Tele. Crunchyroll obtuvo la licencia de la serie en América del Norte, América Central, América del Sur, Europa, África, Oceanía, Oriente Medio, CEI, subcontinente indio y Sudeste Asiático.

#### Lista de episodios
| N.º en serie | Título                                                                                                   | Dirigido por              | Escrito por | Fecha de emisión original |
| ------------ | --- | ------------------------- | ----------- | ------------------------- |
| 1            | «Para ti en 2016» Transcripción: «Nisenjūroku-nen no Kimi e» (en japonés: 2016年のきみへ)                | Shinya Iino               | Shinya Iino | 28 de junio de 2025       |
| 2            | «Takopi al rescate» Transcripción: «Takopī no Kyūsai» (en japonés: タコピーの救済)                       | Moaang                    | Ko Nekota   | 5 de julio de 2025        |
| 3            | «La confesión de Takopi» Transcripción: «Takopī no Kokkai» (en japonés: タコピーの告解)                  | Rikka                     | Shinya Iino | 12 de julio de 2025       |
| 4            | «Azuma al rescate» Transcripción: «Azuma-kun no Kyūsai» (en japonés: 東くんの救済)                       | Toya Ooshima              | Ko Nekota   | 19 de julio de 2025       |
| 5            | «Para ti en 2022» Transcripción: «Nisennijūni-nen no Kimi e» (en japonés: 2022年のきみへ)                | Hirotaka Mori             | Ko Nekota   | 26 de julio de 2025       |
| 6            | «Para ustedes en 2016» Transcripción: «Nisenjūroku-nen no Kimi-tachi e» (en japonés: 2016年のきみたちへ) | Masayuki SakoiShinya Iino | Shinya Iino | 2 de agosto de 2025       |

## Recepción
Takopi no Genzai ganó el Premio a la Excelencia en la 51.ª edición de los Premios de la Asociación de Dibujantes de Japón en 2022. La serie ocupó el tercer lugar en la edición 2023 de Kono Manga ga Sugoi! lista de los mejores manga para lectores masculinos. La serie ocupó el noveno lugar en "The Best Manga 2023 Kono Manga wo Yome!" Ranking de la revista Freestyle . Fue nominado para el 16 ° Manga Taishō en 2023 y ocupó el décimo lugar entre 11 nominados; ha sido nominado para el 27.º Premio Cultural Tezuka Osamu en el mismo año. El manga fue nominado para el 54.º Premio Seiun en la categoría de Mejor Cómic en 2023.
En febrero de 2022, se informó que la serie superó los 2 millones de visitas por día en la plataforma Shōnen Jump+ . El primer volumen vendió 41.277 copias en su primera semana, y el segundo volumen vendió 198.505 copias en su primera semana. Para mayo de 2022, el manga tenía más de 1,2 millones de copias en circulación, incluidas las versiones digitales .